# Massif de la Clape
Le massif de la Clape est un petit massif calcaire de 15 000 hectares située en France dans le département de l'Aude en Occitanie.

## Toponymie
Le nom de la Clape signifierait « tas de cailloux » en occitan.

## Géographie
Le massif est situé entre Narbonne, Armissan, Vinassan, Fleury, Gruissan et la mer Méditerranée. Son point culminant est le pech Redon (43° 09′ 30″ N, 3° 06′ 00″ E) qui culmine à 214 m. On peut voir quelques curiosités que sont le gouffre de l'Œil Doux, un cimetière marin, Notre-Dame des Auzils, l'étang de Pissevaches ainsi qu'une flore variée de type flore méditerranéenne due à sa position géographique.

### Géologie

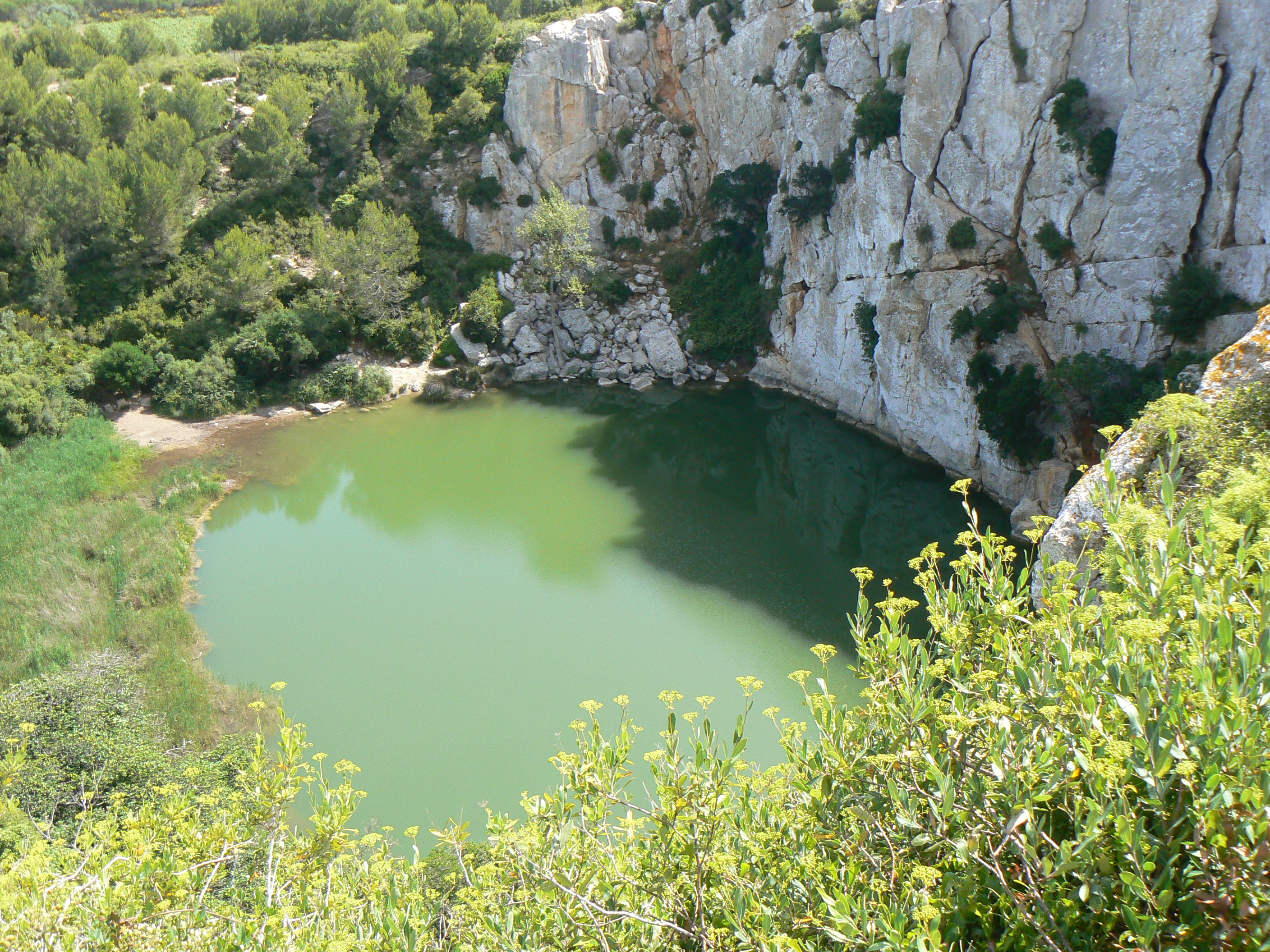
Gouffre de l'Œil Doux.

Les roches sont essentiellement des calcaires du Crétacé inférieur, présentant les caractéristiques d'un calcaire urgonien. Le massif de la Clape fut autrefois une île, reliée au continent vers le XIVe siècle par l'accumulation d'alluvions de l'Aude.

### Climat et flore
Le climat est méditerranéen. Le massif est en grande partie couvert de chênes kermès et de pins d'Alep.
La centaurée en corymbe est une plante endémique dans le massif de la Clape sur le ban de la commune de Gruissan.

## Histoire

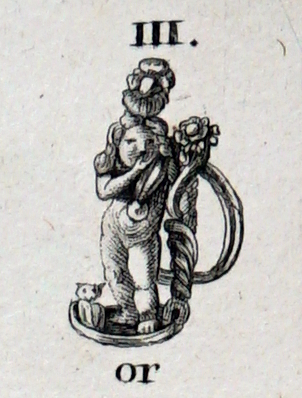
Objet gallo-romain trouvé au XIXe siècle.

La Clape était une île, Lykia, la Lycie, pour les navigateurs phéniciens, l'Insula Laci des Romains, l'île d'Ellec, à cette époque les Romains commencèrent à y cultiver de la vigne. Au Moyen Âge, les alluvions de l'Aude, en comblant une partie des étangs, la rattachent au continent. À la fin du Moyen Âge, en même temps qu'elle perdait son caractère insulaire, un déboisement intensif – que ce soit pour la mise en culture, l'extension des pâturages ou l'obtention de bois de chauffage et de construction – lui fit prendre un aspect désertique.

## Protection environnementale
La Clape abrite le plus vaste site naturel classé du Languedoc-Roussillon (décret du 9 mars 1973).
Le massif est inclus dans le parc naturel régional de la Narbonnaise en Méditerranée.

## Agriculture
La culture de la vigne est la principale activité agricole dans le massif. La plus grande partie, au nord-est et au centre, fait partie de l'appellation la clape. Une autre petite partie au sud-ouest, sur le territoire de la commune de Gruissan, fait aussi partie de l'AOC corbières. De nombreux domaines viticoles sont implantés dans le massif. Il y a même une station viticole expérimentale de l'INRA.

## Dans la culture

### Cinéma
Dans le film Le Comte de Monte-Cristo (2024) où Pierre Niney incarne le rôle principal, plusieurs scènes sont tournées dans le Sud de la France, notamment au sein du massif de la Clape.